# Somertonský muž
Případ Somertonského muže, známý také jako Záhada muže ze Somertonu nebo Případ Tamám Shud, je nevyřešený případ neznámého muže nalezeného v roce 1948 na pláži Somerton Park jižně od Adelaide v Jižní Austrálii. Případ je pojmenován podle perské fráze tamám šud, což znamená „je konec“ nebo „je hotovo“, která byla vytištěna na útržku papíru nalezeném o několik měsíců později v kapse kalhot tohoto muže. Útržek byl vytržen z poslední stránky výtisku knihy Rubáiját, jejímž autorem je Omar Chajjám, básník z 12. století. V mnoha prvních zprávách byl Tamám chybně napsán jako Tamán a tato chyba se často opakovala, což v médiích vedlo ke zmatení jména.
Po veřejné výzvě policie byla kniha, z níž pocházela vytržená stránka, nakonec nalezena. Na vnitřní straně zadní obálky se vyšetřovatelům podařilo přečíst vrypy, které tam zůstaly po předchozím rukopisu – místní telefonní číslo, další neidentifikované číslo a text, který připomínal zašifrovanou zprávu. Text se ovšem nepodařilo uspokojivě rozluštit.
Případ je od počátku policejního vyšetřování považován za „jednu z nejhlubších záhad Austrálie“. Od té doby se intenzivně spekuluje o totožnosti oběti, příčině její smrti a událostech, které jí předcházely. Zájem veřejnosti o případ je stále značný, a to z několika důvodů: k úmrtí došlo v době zvýšeného mezinárodního napětí po začátku studené války; zjevné zapojení tajného kódu; možné použití nezjistitelného jedu; a neschopnost úřadů identifikovat mrtvého muže.
Kromě intenzivního zájmu australské veřejnosti na přelomu 40. a 50. let 20. století přitahoval případ také mezinárodní pozornost. Jihoaustralská policie se radila se svými zámořskými kolegy a ve snaze identifikovat mrtvého muže o něm šířila informace na mezinárodní úrovni. Šíření fotografie muže a podrobných otisků prstů ale nepřineslo žádný pozitivní výstup. Například ve Spojených státech nebyl Federální úřad pro vyšetřování schopen porovnáním těchto otisků mrtvého muže s otisky ze spisů domácích zločinců nalézt ani jeden souhlasný záznam. O pomoc s případem byl požádán také Scotland Yard, ani ten však nepřinesl žádné poznatky.
Později se objevily další důkazy, včetně starého průkazu totožnosti, který by mohl identifikovat muže ze Somertonu jako jistého H. C. Reynoldse, a probíhající analýzy DNA vlasových kořínků nalezených na sádrové bustě. Dne 19. května 2021 bylo tělo po řadě žádostí exhumováno za účelem provedení hlubší analýzy. Policie uvedla, že ostatky jsou v „přiměřeném“ stavu, a byla také optimistická ohledně vyhlídek na získání použitelných vzorků DNA.
Dne 26. července 2022, profesor Adelaidské univezity Derek Abbott ve spolupráci s genealožkou Collen M. Fitzpatrick prohlásili, že na základě genetické genealogie z DNA mužových vlasů identifikovali muže jako Carla „Charlese” Webba, elektroinženýra a výrobce přístrojů narozeného v roce 1905. Policie Jižní Austrálie a Forenzní věda Jižní Austrálie výsledek neověřily, i když doufaly, že se jim to podaří.

## Objevení těla

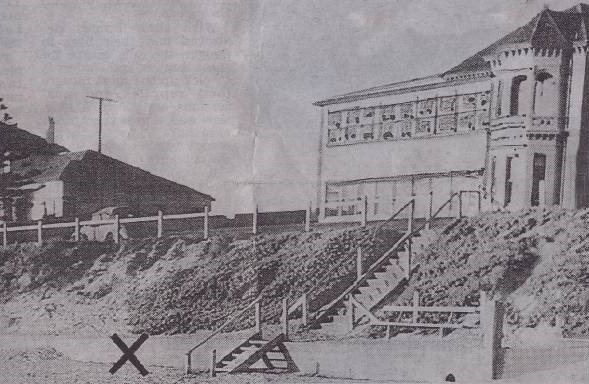
Místo na pláži Somerton Park, kde byla mrtvola nalezena, označené písmenem 'X'

Dne 1. prosince 1948 v 6:30 ráno byla policie kontaktována poté, co bylo na pláži Somerton Park poblíž Glenelgu, asi 11 km jihozápadně od Adelaide v Jižní Austrálii, nalezeno tělo muže. Muž byl nalezen ležící v písku naproti domovu pro tělesně postižené děti nadcházejícího se na rohu ulic The Esplanade a Bickford Terrace. Ležel na zádech s hlavou opřenou o mořskou hráz, s nataženými a zkříženými chodidly a dle toho se předpokládalo jeho úmrtí během spánku. Na pravém límci jeho kabátu ležela nezapálená cigareta. Při prohlídce jeho kapes byla nalezena nepoužitá jízdenka druhé třídy na železnici z Adelaide do Henley Beach, jízdenka na autobus z města, která možná nebyla použita, úzký hliníkový hřeben americké výroby, poloprázdný balíček žvýkaček Juicy Fruit, krabička cigaret Army Club, která obsahovala sedm cigaret jiné značky Kensitas, a ze čtvrtiny plná krabička zápalek Bryant & May.
Prihlásivší se svědci uvedli, že 30. listopadu večer viděli osobu podobnou mrtvému muži ležet na zádech na stejném místě a ve stejné poloze poblíž Domova pro postižené děti, kde byla mrtvola později nalezena. Dvojice, která ho viděla kolem 19. hodiny, poznamenala, že viděla, jak natáhl pravou ruku a poté ji bezvládně pustil. Jiný pár, který ho viděl od 19:30 do 20:00, kdy se rozsvítilo pouliční osvětlení, vypověděl, že ho během půl hodiny, kdy ho měl na dohled, neviděl pohnout se, ačkoli měl dojem, že se jeho poloha změnila. Ačkoli si mezi sebou poznamenali, že je zvláštní, že nereaguje na komáry, považovali za pravděpodobnější, že je opilý nebo spí, a proto tomu dále nevěnovali pozornost. Jedna ze svědkyň policii sdělila, že si všimla muže, který se na spícího muže díval z vrcholu schodů vedoucích na pláž. Svědci také uvedli, že tělo bylo ve stejné poloze i v době, kdy policie prováděla jeho ohledání.
Další svědek se přihlásil v roce 1959 a oznámil policii, že on a tři další lidé viděli dobře oblečeného muže, jak noc před nálezem těla nese na ramenou po pláži Somerton Park jiného muže. Policejní zprávu sepsal detektiv Don O'Doherty.
Podle patologa Johna Burtona Clelanda se jednalo o muže „britského“ vzhledu a předpokládal, že je mu asi 40–45 let; byl ve „špičkové fyzické kondici“. Byl:
180 cm vysoký, šedé oči, světlé až zrzavé vlasy, mírně prošedivělé kolem spánků, široká ramena a úzký pas, ruce a nehty bez známek manuální práce, velké a malé prsty na nohou, které se setkávaly ve tvaru klínu, jako u tanečníka nebo někoho, kdo nosí boty se špičatými prsty, a výrazné vysoké lýtkové svaly odpovídající lidem, kteří pravidelně nosí boty nebo boty s vysokými podpatky nebo provozují balet.
Oblečen byl do bílé košile; červené, bílé a modré kravaty; hnědých kalhot; ponožek a bot; hnědého pleteného svetru a módního šedohnědého dvouřadového saka údajně „amerického“ střihu. Všechny štítky na oblečení byly odstraněny a neměl ani klobouk (neobvyklé pro rok 1948) a ani peněženku. Byl hladce oholen a neměl u sebe žádné doklady, což policii přivedlo k domněnce, že pravděpodobně spáchal sebevraždu. A konečně, jeho zubní záznamy nebylo možné přiřadit k žádné známé osobě.
Dle provedené pitvy patolog odhadl čas smrti na přibližně 2 hodiny ráno 1. prosince.
Srdce mělo normální velikost a bylo normální ve všech ohledech... v mozku byly snadno rozeznatelné drobné cévy, které se běžně nepozorují, s překrvením. V hltanu bylo překrvení a jícen byl pokryt zbělením povrchových vrstev sliznice s oblastí vředu uprostřed. Žaludek byl hluboce překrvený... V druhé polovině dvanáctníku bylo překrvení. V žaludku byla krev smíšená s potravou. Obě ledviny byly překrvené a játra měla v cévách velký nadbytek krve. ...Slezina byla nápadně velká ... asi třikrát větší než normálně ... pod mikroskopem se ukázala destrukce středu jaterních lalůčků. ... akutní krvácení ze žaludku, rozsáhlé překrvení jater a sleziny a prokrvácení do mozku.
Pitva také ukázala, že posledním jídlem muže byla paštika snědená tři až čtyři hodiny před smrtí, ale testy neukázaly na přítomnost žádné cizí látky v těle. Patolog, doktor Dwyer, dospěl k závěru: „Jed, který jsem navrhl, byl barbiturát nebo rozpustné hypnotikum“. Ačkoli otrava zůstávala hlavním podezřením, nevěřilo se, že by jejím zdrojem byla pasta. Jinak koroner nebyl schopen dospět k určení totožnosti muže, příčině smrti ani zda muž, kterého viděli večer 30. listopadu na pláži v Somertonu živého, byl tentýž muž, protože v té době nikdo neviděl jeho tvář. Tělo tedy muselo být dne 10. prosince 1948 nabalzamováno, neboť se policii nepodařilo zjistit jeho totožnost. Policie uvedla, že to bylo poprvé, co naznala, že je takový zákrok nutný.

## Nález kufru

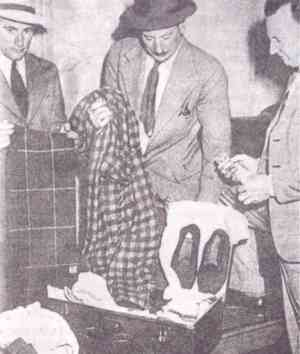
Kufr a věci nalezené na nádraží v Adelaide. Zleva doprava jsou detektivové Dave Bartlett, Lionel Leane a Len Brown.

Dne 14. ledna 1949 objevili zaměstnanci nádraží v Adelaide hnědý kufr s odstraněnou etiketou, který byl 30. listopadu 1948 po 11:00 hodině odbaven v nádražní šatně. Kufr měl dle předpokladu patřit právě muži nalezenému na pláži. V kufru se nacházel červený kostkovaný župan; červené plstěné pantofle velikosti sedm; čtyři páry spodních kalhot; pyžamo; holicí potřeby; světle hnědé kalhoty s pískem v manžetách; elektrikářský šroubovák; stolní nůž seříznutý na krátký ostrý nástroj; nůžky s nabroušenými hroty; malý čtverec zinku, o němž se předpokládá, že sloužil jako ochranný obal na nůž a nůžky; a šablonovací štětec, který používali třetí důstojníci na obchodních lodích k šablonování nákladu.
V kufru byla také karta s oranžovou voskovanou nití značky Barbour „neobvyklého typu“, která není v Austrálii k dostání – byla stejná jako ta, která se používala k opravě podšívky v kapse kalhot, které měl mrtvý muž na sobě. I přesto, že byly všechny identifikační značky na oblečení odstraněny, nalezla policie jméno „T. Keane“ na kravatě, „Keane“ na pytli na prádlo a „Kean“ na singletu, a to spolu se třemi značkami z čistírny: 1171/7, 4393/7 a 3053/7. Policie se domnívala, že ten, kdo odstranil značky z oblečení, buď tyto tři položky přehlédl, nebo záměrně nechal na oblečení značky „Keane“, protože věděl, že Keane není jméno mrtvého. Vzhledem k tomu, že se stále uplatňovaly válečné příděly, bylo v té době získání oblečení poměrně obtížné. Přestože bylo zcela běžné používat jmenovky, bylo také běžné při nákupu oblečení z druhé ruky jmenovky předchozích majitelů odstranit. Neobvyklé bylo, že se v kufříku nenašly žádné náhradní ponožky ani korespondence, ačkoli policie našla tužky a nepoužité dopisní papíry.
Pátrání též dospělo k závěru, že se v žádné anglicky mluvící zemi nepohřešuje osoba jménem T. Keane. Bezvýsledným se ukázalo i celostátní zveřejnění značek z čistírny. Jediné, co se podařilo z kufru získat, bylo to, že přední klín a péřové švy na kabátě nalezeném v kufru naznačovaly, že byl vyroben ve Spojených státech. Kabát nebyl dovezen, což naznačovalo, že muž byl ve Spojených státech, nebo si kabát koupil od někoho podobného, kdo tam byl.
Policie prověřila záznamy o příchozích vlacích a domnívala se, že muž přijel na nádraží v Adelaide nočním vlakem z Melbourne, Sydney nebo Port Augusty. Spekulovali, že se osprchoval a oholil v přilehlých městských lázních (u sebe neměl žádný lístek do lázní) a pak se vrátil na nádraží, aby si koupil lístek na vlak do Henley Beach, který jel v 10:50 a který z nějakého důvodu zmeškal nebo nestihl. Než opustil nádraží a nasedl na městský autobus do Glenelgu, okamžitě si v nádražní budově uschoval kufr. Ačkoli se centrum jmenovalo „City Baths“, nejednalo se o veřejné koupaliště, ale spíše o veřejný bazén. Nádražní koupaliště přiléhalo k nádražní šatně, která sama o sobě sousedila s jižním východem z nádraží na North Terrace. Do městských lázní na ulici King William St. se vcházelo ze severního východu z nádraží uličkou. Neexistuje žádný záznam o tom, že by v den jeho příjezdu staniční toalety nebyly v provozu.

## Vyšetřování
Vyšetřování smrti muže, které vedl koroner Thomas Erskine Cleland, začalo několik dní po nálezu těla, bylo ale posléze odročeno na 17. června 1949. Cleland jako vyšetřující patolog tělo znovu ohledal a učinil řadu zjištění. Všiml si, že mužovy boty byly pozoruhodně čisté a zdálo se, že byly nedávno vyleštěné, tedy nikoli ve stavu, který by se očekával od muže, který se zřejmě celý den potuloval po Glenelgu. Dodal, že tyto důkazy zapadají do teorie, že tělo mohlo být na pláž Somerton Park přineseno až po mužově smrti, což vysvětluje absenci důkazů o zvracení a křečích, což jsou dvě hlavní fyziologické reakce na otravu.
Cleland spekuloval, že vzhledem k tomu, že žádný ze svědků nedokázal pozitivně identifikovat muže, kterého viděl předchozí noc, jako stejnou osobu, která byla objevena následujícího rána, zbývá možnost, že muž zemřel jinde a na místě nálezu byl prostě odhozen. Zdůraznil, že se jedná o pouhou spekulaci, neboť všichni svědci se domnívali, že se jedná „určitě o tutéž osobu“, jelikož tělo leželo na stejném místě a ve stejné charakteristické poloze. Nenašel také žádné důkazy, které by pomohly určit totožnost zemřelého.
Cedric Stanton Hicks, profesor fyziologie a farmakologie na univerzitě v Adelaide, vypověděl, že ze skupiny drog byly varianty drogy z této skupiny, kterou nazval „číslo 1“, a zejména „číslo 2“, extrémně toxické v relativně malé perorální dávce, kterou by bylo velmi obtížné, ne-li nemožné identifikovat, i kdyby byla podezřelá v první instanci. Clelandovi předal list papíru s názvy těchto dvou drog, který byl zapsán jako důkaz C.18. Názvy byly zveřejněny až v osmdesátých letech, protože v té době si je „běžný jedinec“ mohl poměrně snadno opatřit v lékárně, aniž by musel uvádět důvod nákupu. (Léky byly později veřejně identifikovány jako digitalis a ouabain, oba srdeční glykosidy kardenolidového typu). Hicks poznamenal, že jedinou „skutečností“, která nebyla nalezena ve vztahu k tělu, byl důkaz o zvracení. Poté uvedl, že jeho absence není neznámá, ale že bez něj nemůže učinit „upřímný závěr“. Hicks uvedl, že pokud smrt nastala sedm hodin poté, co byl muž naposledy viděn, jak se hýbe, znamenalo by to masivní dávku, která mohla být ještě nezjistitelná. Pohyb, který svědci viděli v 19 hodin, mohl být poslední křečí předcházející smrti.
Na začátku vyšetřování Cleland prohlásil: „Byl bych připraven konstatovat, že zemřel na otravu, že jedem byl pravděpodobně glukosid a že nebyl podán náhodně; nemohu však říci, zda si jej podal sám zemřelý, nebo nějaká jiná osoba“. Navzdory těmto zjištěním nedokázal příčinu smrti neznámého určit. Cleland poznamenal, že kdyby bylo tělo přeneseno na místo posledního odpočinku, „pak by všechny obtíže zmizely“.
Po skončení vyšetřování byl zhotoven sádrový odlitek mužovy hlavy a ramen. Neúspěch při určování totožnosti a příčiny smrti muže vedl úřady k tomu, že ji označily za „nevídanou záhadu“ a domnívaly se, že příčinu smrti se možná nikdy nedozvíme.

## Souvislost sknihou Rubáiját od Omara Chajjáma

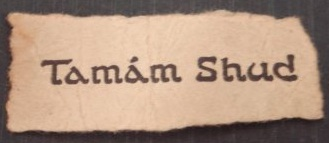
Útržek papíru s charakteristickým písmem, který byl nalezen ukrytý v kalhotách mrtvého, vytržený z poslední stránky vzácného novozélandského vydání „Rubáijátu od Omara Chajjáma“.

Přibližně ve stejné době, kdy probíhalo vyšetřování, byl v kapse kalhot mrtvého nalezen malý srolovaný papírek s vytištěnými slovy „Tamám Šúd“. Pracovníci veřejné knihovny, kteří byli přivoláni k překladu textu, jej identifikovali jako frázi znamenající „skončeno“ nebo „dokončeno“, která se nachází na poslední stránce Rubáijátu Omara Chajjáma. Druhá strana papíru byla prázdná. Policie provedla pátrání po celé Austrálii, aby našla výtisk knihy, který měl podobně prázdnou rubovou stranu. V tisku byla zveřejněna fotografie útržku papíru.
Po veřejné výzvě policie byl výtisk Rubáijátu, z něhož byla stránka vytržena, nalezen. Jeden muž ukázal policii vydání překladu Rubáijátu Edwarda FitzGeralda (1859) z roku 1941, které vydalo nakladatelství Whitcombe and Tombs v Christchurchi na Novém Zélandu. Detektiv seržant Lionel Leane, který vedl počáteční vyšetřování, ve veřejných prohlášeních často chránil soukromí svědků používáním pseudonymů; Leane muže, který knihu našel, označoval pseudonymem „Ronald Francis“ a oficiálně nebyl nikdy identifikován. „Francise“ nenapadlo, že by kniha mohla s případem souviset, dokud si v novinách z předchozího dne neprohlédl článek.
Panují určité nejasností o okolnostech, za jakých byla kniha nalezena. Jeden novinový článek hovoří o tom, že kniha byla nalezena asi týden nebo dva před nalezením těla. Bývalý detektiv jihoaustralské policie Gerry Feltus (který se případem zabýval jako odloženým) uvádí, že kniha byla nalezena „těsně poté, co byl onen muž nalezen na pláži v Somertonu“. Načasování je příznačné, protože na základě kufru se předpokládá, že muž přijel do Adelaide den předtím, než byl nalezen na pláži. Pokud byla kniha nalezena o jeden nebo dva týdny dříve, naznačuje to, že muž Adelaide navštívil již dříve nebo zde pobýval delší dobu. Většina svědectví uvádí, že kniha byla nalezena v neuzamčeném autě zaparkovaném na Jetty Road v Glenelgu – buď v zadní podlahové šachtě, nebo na zadním sedadle.

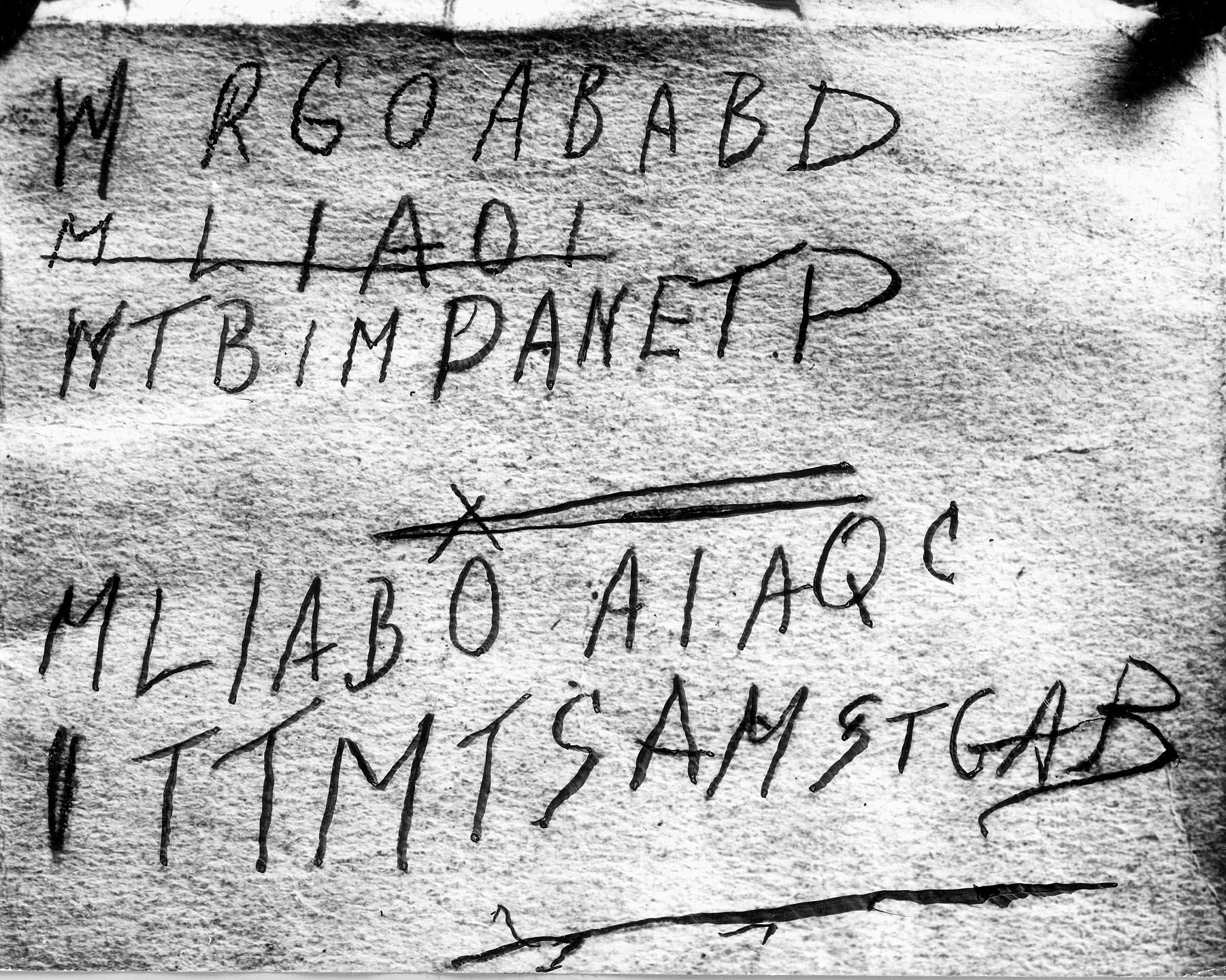
Rukopis nalezený na zadní straně Rubáiját Omara Khayyáma. Předpokládá se, že text je jakýmsi kódem.

Tématem knihy Rubáijat je, že člověk by měl žít naplno a nelitovat, až život skončí. Námět básně vedl policii k teorii, že muž spáchal sebevraždu jedem, ačkoli ji nepotvrdily žádné další důkazy. V knize chyběla slova „Tamám šud“ na poslední stránce, která měla prázdný rub, a mikroskopické testy ukázaly, že kousek papíru pochází ze stránky vytržené z knihy. Na hřbetu knihy se našly slabé vrypy představující pět řádků textu psaného velkými písmeny. Druhý řádek byl přeškrtnut – tato skutečnost byla považována za významnou vzhledem k jeho podobnosti se čtvrtým řádkem a možnosti, že představuje chybu v šifrování.
WRGOABABD

MLIAOI

WTBIMPANETP

  x 

MLIABOAIAQC

ITTMTSAMSTGAB
V knize není jasné, zda první řádek začíná písmenem „M“, nebo „W“, ale všeobecně se má za to, že jde o písmeno W, a to kvůli výraznému rozdílu ve srovnání se škrtnutým písmenem M. Zdá se, že je vymazán nebo podtržen řádek textu, který zní „MLIAOI“. Ačkoli poslední znak v tomto řádku textu vypadá jako „L“, při bližším zkoumání obrázku je poměrně jasné, že je tvořen písmenem „I“ a prodloužením řádku použitého k vymazání nebo podtržení tohoto řádku textu. Také druhé „L“ má spodní část znaku zakřivenou. Nad posledním písmenem „O“ v kódu je také písmeno „X“, o kterém není známo, zda má pro kód význam, či nikoli. Původně byla písmena považována za slova v cizím jazyce, než se zjistilo, že jde o kód. K rozluštění řádků byli tehdy povoláni odborníci na kódy, ale neuspěli. V roce 1978 na žádost novináře Stuarta Littlemora z televize ABC kryptografové ministerstva obrany ručně psaný text analyzovali. Kryptografové oznámili, že by nebylo možné poskytnout „uspokojivou odpověď“: pokud by text byl šifrovanou zprávou, jeho stručnost by znamenala, že neobsahuje „dostatečné množství symbolů“, z nichž by bylo možné vyčíst jasný význam, a text by mohl být „nesmyslným výplodem narušené mysli“.

## Jessica Thomsonová
Na zadní straně knihy bylo nalezeno také telefonní číslo na zdravotní sestru Jessicu Ellen „Jo“ Thomsonovou (1921–2007) – narozenou jako Jessie Harknessová na sydneyském předměstí Marrickville v Novém Jižním Walesu – která bydlela na ulici Moseley St v Glenelgu, asi 400 metrů severně od místa nálezu těla. Při výslechu na policii Thomsonová uvedla, že mrtvého muže neznala, ani nevěděla, proč by měl mít její telefonní číslo a proč se rozhodl navštívit její bydliště v noc své smrti. Zároveň však uvedla, že někdy koncem roku 1948 se ji pokusil navštívit neznámý muž, který se na ni vyptával sousedky z vedlejšího domu. Gerry Feltus ve své knize o tomto případu uvedl, že když v roce 2002 Thomsonovou znovu vyslýchal, dospěl k přesvědčení, že se buď „vyhýbá odpovědi“ anebo že „o tom prostě nechce mluvit“. Feltus se domníval, že Thomsonová totožnost muže ze Somertonu znala. I dcera samotné Thomsonové, Kate, v televizním rozhovoru v roce 2014 uvedla pro pořad 60 minut stanice Channel Nine, že se domnívá, že její matka mrtvého muže znala.
V roce 1949 Jessica Thomsonová požádala, aby policie nevedla trvalý záznam o jejím jménu a nezveřejňovala její údaje třetím osobám, protože by bylo trapné a poškozovalo by to její pověst, kdyby byla s takovým případem spojována. Policie souhlasila – což bylo rozhodnutí, které pozdější vyšetřování ztížilo. Ve zpravodajských médiích, knihách a dalších diskusích o případu byla Thomsonová často označována různými pseudonymy, včetně přezdívky „Jestyn“ a jmen jako „Teresa Johnsonová rozená Powellová“. Feltus v roce 2010 prohlásil, že od rodiny Thomsonové dostal svolení zveřejnit její jména a jména jejího manžela Prospera Thomsona. Nicméně jména, která Feltus ve své knize použil, byla všechna pseudonymy. Feltus rovněž uvedl, že její rodina o její spojitosti s případem nevěděla, a souhlasil s tím, že nezveřejní její totožnost ani nic, co by ji mohlo odhalit. Skutečné jméno Thomsonové bylo považováno za důležité, protože mohlo posloužit jako dešifrovací klíč k údajnému kódu.
Když jí seržant Leane ukázal sádrový odlitek busty mrtvého muže, uvedla Thomsonová, že vyobrazenou osobu nedokáže identifikovat. Podle Leaneho popsal její reakci při pohledu na sádru jako „naprosto zaskočenou, až to vypadalo, že snad brzy omdlí“. V rozhovoru o mnoho let později Paul Lawson – technik, který odlitek zhotovil a byl přítomen tomu, když si ho Thomsonová prohlížela – poznamenal, že po pohledu na bustu okamžitě odvrátila zrak a už se na ni nechtěla podívat.
Thomsonová také uvedla, že když za druhé světové války pracovala v nemocnici Royal North Shore Hospital v Sydney, vlastnila kopii Rubáijátu. V roce 1945 ji v hotelu Clifton Gardens v Sydney darovala poručíkovi australské armády jménem Alf Boxall, který v té době sloužil v sekci vodní dopravy australských královských ženistů. Thomsonová policii řekla, že se po skončení války přestěhovala do Melbourne a vdala se. Řekla, že od Boxalla dostala dopis a odpověděla mu, že je nyní vdaná (pozdější výzkum naznačuje, že její budoucí manžel Prosper Thomson se v roce 1949 rozváděl se svou první ženou a že se s Jessicou oženil až v polovině roku 1950). Neexistují žádné důkazy o tom, že by se Boxall po roce 1945 s Jessicou Thomsonovou stýkal.
Na základě rozhovorů s Thomsonovou pojala policie podezření, že právě Boxall je oním zesnulým. V červenci 1949 byl však Boxall nalezen v Sydney a poslední stránka jeho výtisku Rubáijátu (údajně vydání z roku 1924 vydané v Sydney) byla neporušená, se slovy „Tamám Šud“ stále na svém místě. Boxall nyní pracoval v oddělení údržby v autobusovém depu v Randwicku (kde pracoval před válkou) a o svém domnělém spojení s mrtvým mužem neměl ponětí. Na přední straně výtisku Rubáijátu, který Boxall dostal, se Jessica Harknessová podepsala „JEstyn“ [sic] a vypsala 70. verš:

Vskutku, vskutku, pokání často dříve přísahal jsem –

ale byl jsem při smyslech, když přísaha se vyslovila?

A pak přišlo jaro a v ruce růže

Kajícnost mou na kousky rozedrala.

## Reakce médií
Dva deníky v Adelaide, The Advertiser a The News, informovaly o úmrtí různými způsoby. List Advertiser se o případu poprvé zmínil v malém článku na třetí straně ranního vydání z 2. prosince 1948. Článek nesl název „Tělo nalezeno na pláži“:
Včera ráno bylo na pláži v Somertonu naproti dětskému domovu pro postižené děti nalezeno tělo, pravděpodobně E. C. Johnsona, asi 45 let, z Arthur St, Payneham. Nález učinil pan J. Lyons z Whyte Rd v Somertonu. Detektiv H. Strangway a konstábl J. Moss vedou vyšetřování.
Deník The News uvedl jejich zprávu na první straně a uvedl další podrobnosti o mrtvém muži.
Jak napsal jeden novinář v červnu 1949 v narážce na verš z Rubáijatu, „somertonský muž se zřejmě postaral o to, aby sklenice byla prázdná, až na spekulace“. Jeden redakční článek označil případ za „jednu z nejhlubších záhad Austrálie“ a poznamenal, že pokud zemřel po otravě jedem natolik vzácným a nejasným, že jej nemohli identifikovat toxikologičtí experti, pak jistě pokročilé znalosti pachatele o toxických látkách poukazovaly na něco vážnějšího než na pouhou otravu v domácnosti.

## Špionážní teorie
Vzhledem k okolnostem a historickému kontextu smrti se stále spekuluje o tom, že mohl být mrtvý muž špion. Přinejmenším dvě místa v relativní blízkosti Adelaide byla předmětem zájmu špionů: uranový důl Radium Hill a Woomera Test Range, anglo-australské vojenské výzkumné zařízení. Jeho smrt se také časově shodovala s reorganizací australských bezpečnostních agentur, která vyvrcholila v následujícím roce založením Australské bezpečnostní zpravodajské organizace (ASIO). Následoval zásah proti sovětské špionáži v Austrálii, která byla odhalena díky odposlechům sovětské komunikace v rámci projektu Venona.
Další teorie se týká Boxalla, který se údajně podílel na zpravodajské činnosti během druhé světové války a bezprostředně po ní. V televizním rozhovoru z roku 1978 se Stuart Littlemore ptá: „Pane Boxalle, pracoval jste, že ano, ve zpravodajské jednotce, než jste se seznámil s touto mladou ženou [Jessicou Harknessovou]. Mluvil jste s ní o tom vůbec?“ Boxall odpovídá „ne“ a na otázku, zda to Harknessová mohla vědět, Boxall odpovídá: „Ne, pokud jí to neřekl někdo jiný“. Když Littlemore v rozhovoru naznačí, že s mrtvým mužem v Adelaide mohla být spojena špionáž, Boxall odpoví: „To je docela melodramatická teze, že?“ Z Boxallových záznamů o službě v armádě vyplývá, že nejprve sloužil u 4. roty vodní dopravy, poté byl přidělen k North Australia Observer Unit (NAOU) – jednotce pro speciální operace – a že během svého působení u NAOU Boxall rychle stoupal v hodnosti a během tří měsíců byl povýšen z desátníka na poručíka.

## Po skončení vyšetřování

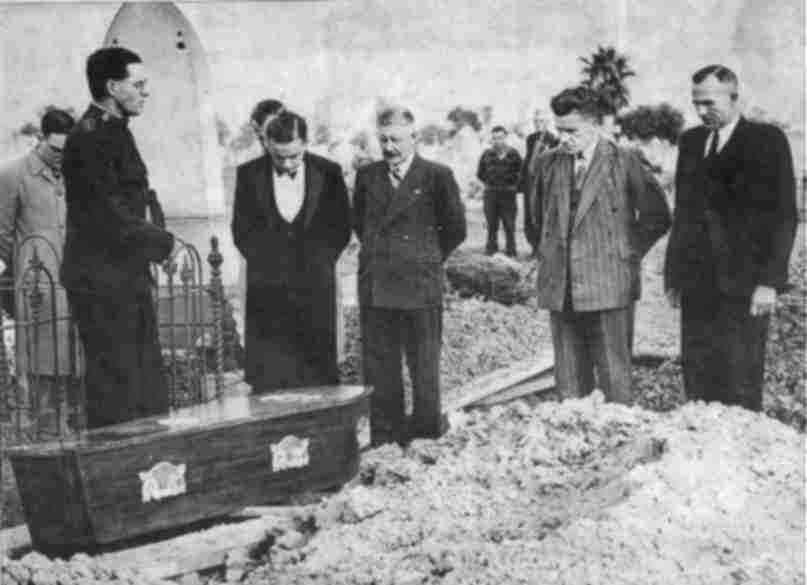
Pohřeb muže ze Somertonu 14. června 1949. U jeho hrobu stojí kapitán Em Webb z Armáda spásy, který vede modlitby za účasti novinářů a policie.

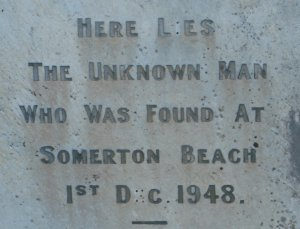
Prosté pohřebiště Neznámého muže na West Terrace Cemetery v Adelaide.

V roce 1949 bylo tělo neznámého muže pohřbeno na hřbitově West Terrace v Adelaide, přičemž obřad zajistila Armáda spásy. Obřad zaplatila Jihoaustralská asociace sázkařů na tribunách, aby muže uchránila před chudinským pohřbem.
Po letech od pohřbu se na hrobě začaly objevovat květiny. Policie vyslechla ženu, kterou viděla odcházet ze hřbitova, ale ta tvrdila, že o muži nic neví. Přibližně ve stejné době Ina Harveyová, recepční z hotelu Strathmore naproti nádraží v Adelaide, prozradila, že v pokoji 21 nebo 23 pobýval několik dní v době úmrtí cizí muž, který se odhlásil 30. listopadu 1948. Vzpomínala, že mluvil anglicky a měl u sebe pouze malý černý kufřík, ne nepodobný tomu, který by mohl mít u sebe hudebník nebo lékař. Když se zaměstnanec podíval do kufříku, řekl Harveymu, že v něm našel předmět, který podle jeho slov vypadal jako „jehla“. Dne 22. listopadu 1959 bylo oznámeno, že jistý E. B. Collins, vězeň novozélandské věznice Whanganui, tvrdí, že zná totožnost mrtvého muže.
Za více než sedmdesát let od objevu knihy proběhla řada neúspěšných pokusů o rozluštění dopisů nalezených na její zadní straně, včetně snah vojenské a námořní rozvědky, matematiků a amatérských luštitelů kódů. V roce 2004 vysloužilý detektiv Gerry Feltus v článku pro Sunday Mail navrhl, že závěrečný řádek „ITTMTSAMSTGAB“ by mohl znamenat iniciály „It's Time To Move To South Australia Moseley Street...“ (Jessica Thomsonová žila v Moseley Street, což je hlavní silnice procházející Glenelgem). Analýza počítačového lingvisty Johna Rehlinga z roku 2014 silně podporuje teorii, že písmena tvoří iniciály nějakého anglického textu, ale v rozsáhlém průzkumu literatury pro ně nenachází žádnou shodu a dochází k závěru, že písmena byla pravděpodobně napsána jako forma těsnopisu, nikoli jako kód, a že původní text pravděpodobně nikdy nebude možné určit.
V roce 1978 televize ABC v dokumentárním seriálu Inside Story natočila pořad o případu Tamám Šud s názvem „Záhada Somertonské pláže“, v němž reportér Stuart Littlemore případ vyšetřoval, včetně rozhovoru s Boxallem, který nemohl dodat žádné nové informace, a Paulem Lawsonem, který zhotovil sádrový odlitek těla a který odmítl odpovědět na otázku, zda někdo tělo pozitivně identifikoval.
V roce 1994 John Harber Phillips, vrchní soudce státu Victoria a předseda Viktoriánského institutu soudního lékařství, přezkoumal případ, aby určil příčinu smrti, a dospěl k závěru, že „se zdá být málo pochyb o tom, že šlo o digitalis“. Phillips svůj závěr podpořil poukazem na to, že orgány byly zduřelé, což odpovídá digitalisu, na nedostatek známek přirozeného onemocnění a na „absenci čehokoli, co by makroskopicky vysvětlovalo smrt“.
Bývalý jihoaustralský vrchní superintendant Len Brown, který na případu pracoval ve čtyřicátých letech, uvedl, že se domníval, že muž pochází ze země Varšavské smlouvy, což vedlo k tomu, že policie nebyla schopna potvrdit jeho totožnost.
Jihoaustralská policejní historická společnost vlastní sádrovou bustu, která obsahuje prameny mužových vlasů. Jakékoli další pokusy o identifikaci těla byly ztíženy tím, že balzamovací formaldehyd zničil velkou část mužovy DNA. Další klíčové důkazy již neexistují, například hnědý kufr, který byl zničen v roce 1986. Kromě toho se z policejního spisu v průběhu let vytratily výpovědi svědků.

## Abbottovo vyšetřování
V březnu 2009 se tým Adelaidské univerzity pod vedením profesora Dereka Abbotta pokusil vyřešit případ rozluštěním kódu a navrhl exhumaci těla k testům DNA. Jeho vyšetřování vedlo ke zpochybnění předpokladů, které policie k případu učinila. Abbott také vystopoval dobovou voskovanou bavlnu Barbour a zjistil varianty balení. To může poskytnout vodítko k určení země, kde byla zakoupena.
S dešifrováním „kódu“ se začínalo od začátku. Bylo zjištěno, že četnost písmen se značně liší od písmen jen náhodně zapsaných; četnost měla být dále testována, aby se zjistilo, zda hladina alkoholu pisatele může změnit náhodné rozložení. Zdálo se také, že formát kódu odpovídá formátu čtyřverší Rubáijat, což podporovalo teorii, že kód je šifrovacím algoritmem s jednorázovým padem. Kopie Rubáijatu, stejně jako Talmudu a Bible, byly s kódem porovnávány pomocí počítačů, aby se získal statistický základ pro četnosti písmen. Krátká délka kódu však znamenala, že vyšetřovatelé budou potřebovat přesné vydání použité knihy. Vzhledem k tomu, že původní výtisk se v 50. letech 20. století ztratil, hledali badatelé Fitzgeraldovo vydání.
Pátrání ukázalo, že pitevní zprávy somertonského muže z let 1948 a 1949 jsou nyní neznámo kde a sbírka Clelandových poznámek v knihovně Barra Smithe neobsahuje o tomto případů žádné informace. Maciej Henneberg, profesor anatomie na univerzitě v Adelaide, prozkoumal snímky uší muže ze Somertonu a zjistil, že jeho cymba (horní ušní dutina) je větší než cavum (spodní ušní dutina), což je vlastnost, kterou má pouze 1–2 % bělošské populace. V květnu 2009 se Abbott poradil s odborníky na zuby, kteří dospěli k závěru, že Somertonský muž měl hypodoncii (vzácnou genetickou poruchu) obou postranních řezáků, což je znak, který se vyskytuje pouze u 2 % běžné populace. V červnu 2010 Abbott získal fotografii nejstaršího syna Jessicy Thomsonové Robina, na které bylo jasně vidět, že stejně jako neznámý muž má nejen větší cymbu než cavum, ale také hypodoncii. Šance, že se jedná o náhodu, byla odhadnuta na 1:10 000 000 až 1:20 000 000.
Média naznačila, že Robin Thomson, kterému bylo v roce 1948 šestnáct měsíců a zemřel v roce 2009, mohl být dítětem Boxalla nebo muže ze Somertonu a být vydáván za syna Prospera Thomsona. Testy DNA by tuto spekulaci potvrdily nebo vyloučily. Abbott se domnívá, že exhumace a test autozomální DNA by mohly spojit muže ze Somertonu s krátkým seznamem příjmení, který by spolu s existujícími stopami k jeho identitě představoval „poslední dílek skládačky“.
V červenci 2013 zveřejnil Abbott umělecký otisk muže ze Somertonu, který si nechal vytvořit, a věřil, že by mohl konečně vést k identifikaci. „Celou dobu jsme zveřejňovali pitevní fotografii a z ní je těžké určit, jak něco vypadá“, řekl Abbott.
Podle článku v nedělníku California Sunday z roku 2015 se Abbott v roce 2010 oženil s Rachel, dcerou Romy Eganové a Robina Thomsona.
V prosinci 2017 Abbott oznámil, že na sádrovém odlitku mrtvoly byly nalezeny tři „vynikající“ vlasy „ve správném vývojovém stadiu pro extrakci DNA“ a byly předány k analýze Australskému centru pro starověkou DNA na univerzitě v Adelaide. Zpracování výsledků by údajně mohlo trvat až rok. Přestože je velká část DNA degradovaná, v únoru 2018 získal tým Adelajské univerzity analýzu mitochondriální DNA ve vysokém rozlišení ze vzorku vlasů ze Somertonského muže. Zjistili, že Somertonský muž patřil do haploskupiny H4a1a1a, kterou má pouze 1 % Evropanů. Mitochondriální DNA se však dědí pouze po mateřské linii, a proto ji nelze použít ke zkoumání dědičné vazby mezi Rachel Eganovou, Abbottovou manželkou, a Somertonským mužem.

## Vyšetřování „60 minutes“
V listopadu 2013 poskytli příbuzní „Jestyn“ rozhovory pro pořad „60 Minutes“ na kanálu Channel Nine. Kate Thomsonová, dcera Jessicy a Prospera Thomsonových, uvedla, že její matka byla ženou, kterou vyslýchala policie, a že jí matka řekla, že jim lhala – Jessica skutečně znala totožnost muže ze Somertonu a jeho totožnost byla známa i „na vyšší úrovni, než je policejní sbor“. Otec Thomsonové zemřel v roce 1995 a matka zemřela v roce 2007. Naznačila, že její matka i muž ze Somertonu mohli být špioni, a poznamenala, že Jessica Thomsonová učila migranty angličtinu, zajímala se o komunismus a uměla rusky, ačkoli své dceři nechtěla prozradit, kde se to naučila a proč.
V pořadu 60 minut vystoupila také vdova po Robinu Thomsonovi Roma Eganová a jejich dcera Rachel Eganová, které naznačily, že muž ze Somertonu byl Robinův otec, a tedy i dědeček Rachel. Manželé Eganovi oznámili, že podali novou žádost generálnímu prokurátorovi Johnu Rauovi o exhumaci těla muže ze Somertonu a testy DNA. Abbott následně napsal Rauovi také dopis na podporu Eganových, v němž uvedl, že exhumace za účelem testování DNA by byla v souladu s politikou federální vlády týkající se identifikace vojáků ve válečných hrobech, aby se jejich rodinám dostalo zadostiučinění. Kate Thomsonová se postavila proti exhumaci, protože by to bylo neuctivé vůči jejímu bratrovi.

## Exhumace
V říjnu 2011, kdy se zájem o případ obnovil, generální prokurátor John Rau odmítl exhumaci těla a prohlásil: „Musí existovat důvody veřejného zájmu, které dalece přesahují zvědavost veřejnosti nebo široký vědecký zájem.“ Feltus uvedl, že ho stále kontaktovali lidé z Evropy, kteří se domnívali, že muž je jejich pohřešovaným příbuzným, ale nevěřili, že exhumace a zjištění jeho rodinného seskupení by příbuzným poskytlo odpovědi, protože „v tomto období tolik válečných zločinců změnilo svá jména a přišlo do různých zemí“.
V říjnu 2019 však generální prokurátorka Vickie Chapmanová udělila souhlas s exhumací jeho těla za účelem získání DNA pro analýzu. Strany, které měly o analýzu zájem, souhlasily s úhradou nákladů. DNA potenciální vnučky má být porovnána s DNA neznámého muže, aby se zjistilo, zda se shoduje.
Exhumace byla provedena 19. května 2021. Ostatky se nacházely hlouběji v zemi, než se původně předpokládalo. Bylo oznámeno, že tělo bylo exhumováno v rámci operace Persevere a operace Persist, které vyšetřují historické neidentifikované ostatky v Jižní Austrálii. Úřady uvedly, že pokud to bude možné, hodlají z ostatků odebrat DNA. Dr. Anne Coxonová z forenzní vědy v Jižní Austrálii uvedla: „Technologie, které máme nyní k dispozici, jsou zjevně o několik světelných let dál než techniky, které byly k dispozici v době, kdy bylo toto tělo koncem 40. let 20. století objeveno,“ a že při testech využijeme „všechny dostupné metody, abychom se pokusili tuto dlouhotrvající záhadu uzavřít“.

## Nahlášené identifikace

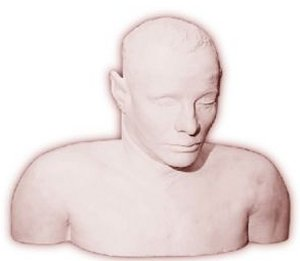
Sádrový odlitek hlavy a hrudníku neznámého muže, který pořídila policie v roce 1949.

V průběhu let byla navržena řada možných identifikací. List The Advertiser při zprávě o nálezu těla uvedl možnou identifikaci jako „E. C. Johnson, asi 45 let, z Arthur St, Payneham“. Následujícího dne, 3. prosince 1948, se Johnson identifikoval na policejní stanici. Téhož dne zveřejnil list The News na titulní straně fotografii mrtvého muže, což vedlo k dalším telefonátům veřejnosti ohledně jeho možné totožnosti. Do 4. prosince policie oznámila, že otisky prstů muže nejsou v jihoaustralských policejních záznamech, což ji donutilo pátrat dále. Dne 5. prosince list The Advertiser informoval, že policie pátrá v armádních záznamech poté, co jeden muž tvrdil, že 13. listopadu popíjel v hotelu v Glenelgu s osobou podobnou mrtvému muži. Během jejich popíjení údajně tajemný muž předložil vojenský důchodový průkaz se jménem „Solomonson“.
Počátkem ledna 1949 dvě osoby identifikovaly tělo jako tělo třiašedesátiletého bývalého dřevorubce Roberta Walshe. Třetí osoba, James Mack, si tělo také prohlédl, zpočátku ho nedokázal identifikovat, ale o hodinu později kontaktoval policii a tvrdil, že se jedná o Walshe. Mack uvedl, že důvodem, proč to při prohlídce nepotvrdil, byl rozdíl v barvě vlasů. Walsh odjel z Adelaide o několik měsíců dříve, aby v Queenslandu nakoupil ovce, ale o Vánocích se nevrátil, jak plánoval. Policie byla skeptická a domnívala se, že Walsh je na mrtvého příliš starý. Policie nicméně konstatovala, že tělo odpovídá tělu muže, který byl dřevorubcem, ačkoli stav jeho rukou naznačoval, že dřevo neřezal nejméně osmnáct měsíců. Veškeré úvahy o pozitivní identifikaci však byly rozptýleny, když Elizabeth Thompsonová, jedna z osob, které dříve pozitivně identifikovaly tělo jako Walshe, odvolala svou výpověď po druhém ohledání těla, kdy si díky absenci konkrétní jizvy na těle a také velikosti nohou mrtvého uvědomila, že se nejedná o Walshe.
Do začátku února 1949 se objevilo osm různých „pozitivních“ identifikací těla, včetně dvou mužů z Darwinu, kteří si mysleli, že jde o tělo jejich přítele, a dalších, kteří se domnívali, že jde o pohřešovaného nádražního pracovníka, pracovníka na parníku nebo Švéda. Detektivové z Victorie se původně domnívali, že muž pochází odtud, protože značky prádla se podobaly značkám používaným několika čistírnami v Melbourne. Po zveřejnění mužovy fotografie ve Victorii se k jeho totožnosti přihlásilo dvacet osm lidí. Detektivové z Victorie všechna tvrzení vyvrátili a uvedli, že podle „dalších šetření“ je nepravděpodobné, že by muž pocházel z Victorie. Za mrtvého muže byl považován námořník jménem Tommy Reade z lodi SS Cycle, která byla v té době v přístavu, ale poté, co si někteří z jeho kolegů prohlédli tělo v márnici, kategoricky prohlásili, že mrtvola nepatří Readovi. V listopadu 1953 policie oznámila, že nedávno obdržela 251. „řešení“ totožnosti těla od členů veřejnosti, kteří tvrdili, že se s ním setkali nebo ho znali. Uvedli však, že „jediným hodnotným vodítkem“ zůstává oblečení, které měl muž na sobě.
V roce 2011 se na biologického antropologa Macieje Henneberga obrátila žena z Adelaide kvůli identifikační kartě H. C. Reynoldse, kterou našla ve věcech svého otce. Průkaz, dokument vydávaný ve Spojených státech zahraničním námořníkům během první světové války, byl v říjnu 2011 předán Hennebergovi k porovnání průkazové fotografie s fotografií muže ze Somertonu. Henneberg sice našel anatomické podobnosti v rysech, jako je nos, rty a oči, ale ty podle něj nebyly tak spolehlivé jako blízká podobnost ucha. Tvary uší společné oběma mužům se „velmi dobře“ shodovaly, ačkoli Henneberg našel také něco, co nazval „jedinečným identifikátorem“; znaménko na tváři, které mělo na obou fotografiích stejný tvar a stejnou polohu. „Spolu s podobností charakteristik uší by mi toto znaménko ve forenzním případě umožnilo učinit vzácné prohlášení, které by pozitivně identifikovalo muže ze Somertonu“.
Průkaz totožnosti s číslem 58757 byl vydán ve Spojených státech 28. února 1918 H. C. Reynoldsovi a uváděl jeho národnost „britskou“ a věk 18 let. Pátrání provedené Národním archivem USA, Národním archivem Spojeného království a Australským výzkumným střediskem válečných památníků nenalezlo žádné záznamy týkající se H. C. Reynoldse. Oddělení pro závažnou trestnou činnost jihoaustralské policie, které má případ stále vedený jako otevřený, bude nové informace prošetřovat. Někteří nezávislí badatelé se domnívají, že průkaz totožnosti patřil Horace Charlesi Reynoldsovi, muži z Tasmánie, který zemřel v roce 1953, a nemohlo se tedy jednat o muže ze Somertonu.

## Časová osa
- kolem roku 1905: Podle koronerovy zprávy se narodil Somerton Man.
- Duben 1906: Alfred Boxall se narodil v Londýně v Anglii.
- 16. října 1912: Prosper Thomson se narodil ve středním Queenslandu.[100]
- 28. února 1918: vydán průkaz totožnosti H. C. Reynoldse.
- 1921: Jessie Harknessová se narodila v Marrickville v Novém Jižním Walesu.[101]
- 1936: Prosper Thomson se stěhuje z Blacktownu v Novém Jižním Walesu do Melbourne ve státě Victoria, žení se a bydlí v Mentone na jihovýchodním předměstí Melbourne.[100]
- Srpen 1945: Jessica Harknessová dává Alfovi Boxallovi při pití v hotelu Clifton Gardens v Sydney věnovaný výtisk knihy Rubaiyat před jeho vysláním do aktivní služby v zámoří. Věnování je podepsáno „JEstyn“.
- asi říjen 1946: Jessica Harknessová počala syna Robina (za předpokladu normálního trvání těhotenství).
- Konec roku 1946: Harknessová se stěhuje do Mentone, kde dočasně žije se svými rodiči.[102] (Na stejném předměstí Melbourne, kde se před deseti lety usadil Prosper Thomson se svou tehdy novou ženou).
- Začátek roku 1947: Harknessová se přestěhuje na předměstí Adelaide v Jižní Austrálii a změní si příjmení na Thomson, což je jméno jejího budoucího manžela.
- Červenec 1947: Narodí se Robin Thomson.[102]
- 15. ledna 1948: Boxall se vrací do Sydney ze své poslední aktivní služby a v dubnu 1948 je propuštěn z armády.
- Červenec 1948: „Prosper McTaggart Thomson, majitel půjčovny automobilů, Moseley Street, Glenelg“ se objevuje u místního soudu v Adelaide jako žalovaný ve sporu o prodej automobilů z listopadu 1947, což dokazuje, že Prosper Thomson působil v Adelaide od roku 1947.[103]
- 30. listopadu 1948. 8:30 až 10:50: Předpokládá se, že Somerton Man přijel do Adelaide vlakem. Kupuje si jízdenku na vlak do Henley Beach v 10:50, ale nevyužívá ji. Tato jízdenka byla první z pouhých tří prodaných jízdenek vydaných mezi 6:15 a 14:00 tímto konkrétním prodavačem na vlak do Henley Beach.
- Mezi 8:30 a 10:50: Neexistuje žádné uspokojivé vysvětlení toho, co Somertonský muž v těchto hodinách dělal. Neexistuje žádný záznam o tom, že by na nádraží v Adelaide nebyly k dispozici toalety, a v jeho kapse se nenachází žádný lístek, který by naznačoval, že navštívil veřejné lázně mimo nádraží.
- Mezi 11:00 a 11:15 hod: V nádražní šatně si odnáší hnědý kufr.
- Po 11:15: Kupuje si 7d jízdenku na autobus, který odjížděl v 11:15 z jižní strany North Terrace (před hotelem Strathmore) naproti nádraží. Možná nastoupil později na jiném místě ve městě, protože jeho jízdenka byla šestou z devíti prodaných mezi nádražím a Jižní terasou; měl však pouze patnáctiminutové okno od nejbližšího času, kdy si mohl odbavit kufr (úschovna zavazadel se nacházela asi šedesát metrů od autobusové zastávky). Není známo, na které zastávce vystoupil; autobus končil v Somerton Parku v 11:44 a z dotazů vyplynulo, že „musel“ vystoupit v Glenelgu, kousek od hotelu St. Tato zastávka se nachází necelý kilometr severně od adresy Moseley St Jessicy Thomsonové, která byla sama o sobě vzdálena 400 metrů od místa nálezu těla.[104]
- 19:00–20:00: Různá pozorování svědků.
- 22.00–23.00: Odhadovaný čas, kdy snědl paštiku, podle času úmrtí.
- 1. prosince 2:00: Odhadovaný čas smrti. Čas byl odhadnut na základě „rychlého posudku“ o stavu rigor mortis během převozu sanitky. Vzhledem k tomu, že se jednalo o podezření na sebevraždu, nebyl proveden žádný pokus o určení správného času. Vzhledem k tomu, že jedy ovlivňují průběh ztuhlosti, je čas 2:00 pravděpodobně nepřesný.
- 6:30: John Lyons a dva muži s koněm našli mrtvého.
- 14. ledna 1949: Na nádraží v Adelaide nalezen hnědý kufr patřící muži.
- 6.-14. června: V ukryté kapse kapsy je nalezen kus papíru s nápisem „Tamám Shud“.
- 17. a 21. června: Vyšetřování koronera.[105]
- 22. července: Muž odevzdává výtisk Rubajátu, který našel 30. listopadu (nebo možná o týden či dva dříve) a který obsahuje neuvedené telefonní číslo a záhadný nápis. Policie později přiřadí papír „Tamám Šud“ ke knize.
- 26. července: Jessica Thomsonová, dříve Harknessová). Když jí Paul Lawson ukázal sádrový odlitek, neidentifikovala, že se jedná o Alfa Boxalla, ani žádnou jinou osobu. Lawsonův deníkový záznam z toho dne ji jmenuje jako „paní Thompsonovou“ a uvádí, že měla „pěknou postavu“ a byla „velmi přijatelná“ (s odkazem na míru atraktivity), což připouští možnost románku s mužem ze Somertonu. V roce 1948 jí bylo 27 let. V pozdějším rozhovoru Lawson popsal její chování jako velmi zvláštní toho dne. Vypadala, jako by měla každou chvíli omdlít.[106] Jessica Harknessová žádá, aby její pravé jméno nebylo zveřejněno, protože nechtěla, aby její manžel věděl, že se zná s Alfem Boxallem. Ačkoli ve skutečnosti v té době nebyla vdaná, jméno, které uvedla policii, bylo Jessica Thomsonová, přičemž její skutečné jméno bylo zjištěno až v roce 2002.
- 27. července: Detektivové ze Sydney Boxalla vypátrali a vyslechli.
- Začátek roku 1950: Rozvod Prospera Thomsona je dokončen.
- Květen 1950: Jessica a Prosper Thomsonovi se berou.
- 1950s: Původní Rubaiyat je ztracen.
- 18. květen 1953: Smrt Horace Charlese Reynoldse, tasmánského muže narozeného v roce 1900, kterého někteří vyšetřovatelé považují za majitele průkazu totožnosti „H. C. Reynolds“.
- 14. března 1958: Pokračuje vyšetřování koronera. Manželé Thomsonovi a Alf Boxall nejsou zmíněni. Nejsou zaznamenána žádná nová zjištění a vyšetřování je ukončeno odročením na neurčito.[107]
- 1986: Hnědý kufr muže ze Somertonu a jeho obsah jsou zničeny jako „již nepotřebné“.
- 1994: Vrchní soudce státu Victoria John Harber Phillips studuje důkazy a dochází k závěru, že otrava byla způsobena digitalisem.
- 26. dubna 1995: Prosper Thomson umírá.
- 17. srpna 1995: Boxall umírá.
- 13. května 2007: Jessica Thomsonová umírá.
- Březen 2009: Robin Thomson umírá.
- 14. října 2019: Generální prokurátor Jižní Austrálie uděluje podmíněný souhlas s exhumací muže ze Somertonu za účelem získání vzorku DNA.[108]
- 19. května 2021: Exhumace se uskutečnila.[77]
- 26. července 2022: profesor Derek Abbott a genealožka Collen M. Fitzpatrick prohlašují, že na základě genetické genealogie z DNA mužových vlasů identifikovali muže jako Carla „Charlese” Webba, elektroinženýra narozeného v roce 1905.[8] Tento výsledek nebyl ověřen policií ani forenzní vědou.

## Podobné nebo případně související případy, 1945–1949

### Joseph „George“ Marshall
V červnu 1945 – tři roky před smrtí muže ze Somertonu – byl v Ashton Parku v Mosmanu nalezen mrtvý 34letý Singapurec George Marshall (narozen jako Joseph Saul Haim Mashal) s otevřeným výtiskem Rubájatu na hrudi. Ashton Park přímo sousedí s Clifton Gardens. Marshallova smrt je považována za sebevraždu otravou a nastala dva měsíce předtím, než Harkness předal Boxallovi výtisk Rubajátu s nápisem. Marshall byl bratrem Davida Marshalla, který se později stal prvním singapurským hlavním ministrem. Vyšetřování se konalo 15. srpna 1945; Gwenneth Dorothy Grahamová při něm vypovídala a o třináct dní později byla nalezena mrtvá tváří dolů, nahá, ve vaně s podřezanými zápěstími.

### Rodina Mangnosonových
Dne 6. června 1949 bylo nalezeno tělo dvouletého Cliva Mangnosona v pytli v písečných kopcích v zátoce Largs Bay, asi 20 km od Somerton Parku. Vedle něj ležel v bezvědomí jeho otec Keith Waldemar Mangnoson. Otec byl převezen do nemocnice ve velmi špatném stavu; po lékařském vyšetření byl převezen do psychiatrické léčebny. Mangnosonovi byli pohřešováni čtyři dny. Policie se domnívala, že Clive byl mrtvý už čtyřiadvacet hodin, když bylo jeho tělo nalezeno. Oba je našel Neil McRae z Largs Bay, který tvrdil, že místo, kde se nacházeli, viděl předchozí noc ve snu. Koroner nedokázal určit příčinu smrti mladého Mangnosona, i když se nepředpokládalo, že by šlo o přirozenou smrt. Obsah chlapcova žaludku byl zaslán vládnímu analytikovi k dalšímu zkoumání.
Chlapcova matka Roma Mangnosonová po smrti oznámila, že ji před jejím domem v Cheapside Street v Largs North málem otlučeným autem smetanové barvy srazil maskovaný muž. Mangnosonová uvedla, že „auto zastavilo a muž s khaki kapesníkem přes obličej jí řekl, aby se 'držela dál od policie, jinak'“. Kromě toho byl nedávno spatřen podobně vypadající muž, který se pohyboval v okolí domu. Mangnosonová se domnívala, že tato situace souvisí se snahou jejího manžela identifikovat Somertonského muže, neboť se domnívala, že jde o Carla Thompsena, který s ním v roce 1939 pracoval v Renmarku. Krátce poté, co byla Mangnosonová vyslýchána policií kvůli svému obtěžování, zkolabovala a vyžádala si lékařské ošetření.
J. M. Gower, tajemník Sdružení pro pokrok v Largs North, obdržel anonymní telefonáty, v nichž mu bylo vyhrožováno, že paní Mangnosonovou potká nehoda, pokud bude zasahovat, zatímco A. H. Curtis, úřadující starosta Port Adelaide, obdržel tři anonymní telefonáty, v nichž mu bylo vyhrožováno „nehodou“, pokud bude „strkat nos do Mangnosonovy aféry“. Policie má podezření, že telefonáty mohou být falešné a volajícím může být stejná osoba, která terorizovala i ženu na nedalekém předměstí, jež nedávno přišla za tragických okolností o manžela.

#### Royal North Shore Hospital
- Geoffrey Sherington, Royal North Shore Hospital, 1888–1988 : A Century of Caring, Horwitz Grahame, Sydney, 1988, ISBN 0-7255-2104-X.
- Margaret Rice, The Close of an Era: A History of Nursing at the Royal North Shore Hospital, 1887–1987, St. Leonard's, N.S.W: Royal North Shore Hospital Graduate Nurses Association, 1988, ISBN 0-9593811-4-7.
- Roger Vanderfield, Royal North Shore Hospital: Service in War and Peace, University of Sydney, Sydney, 2001.

#### South Australia police articles
- SA Police Historical Society Oct 2007 Newsletter on the case
- SA Police Historical Society October 2010 article on Jimmy Durham who worked in the case